# Leucopogon

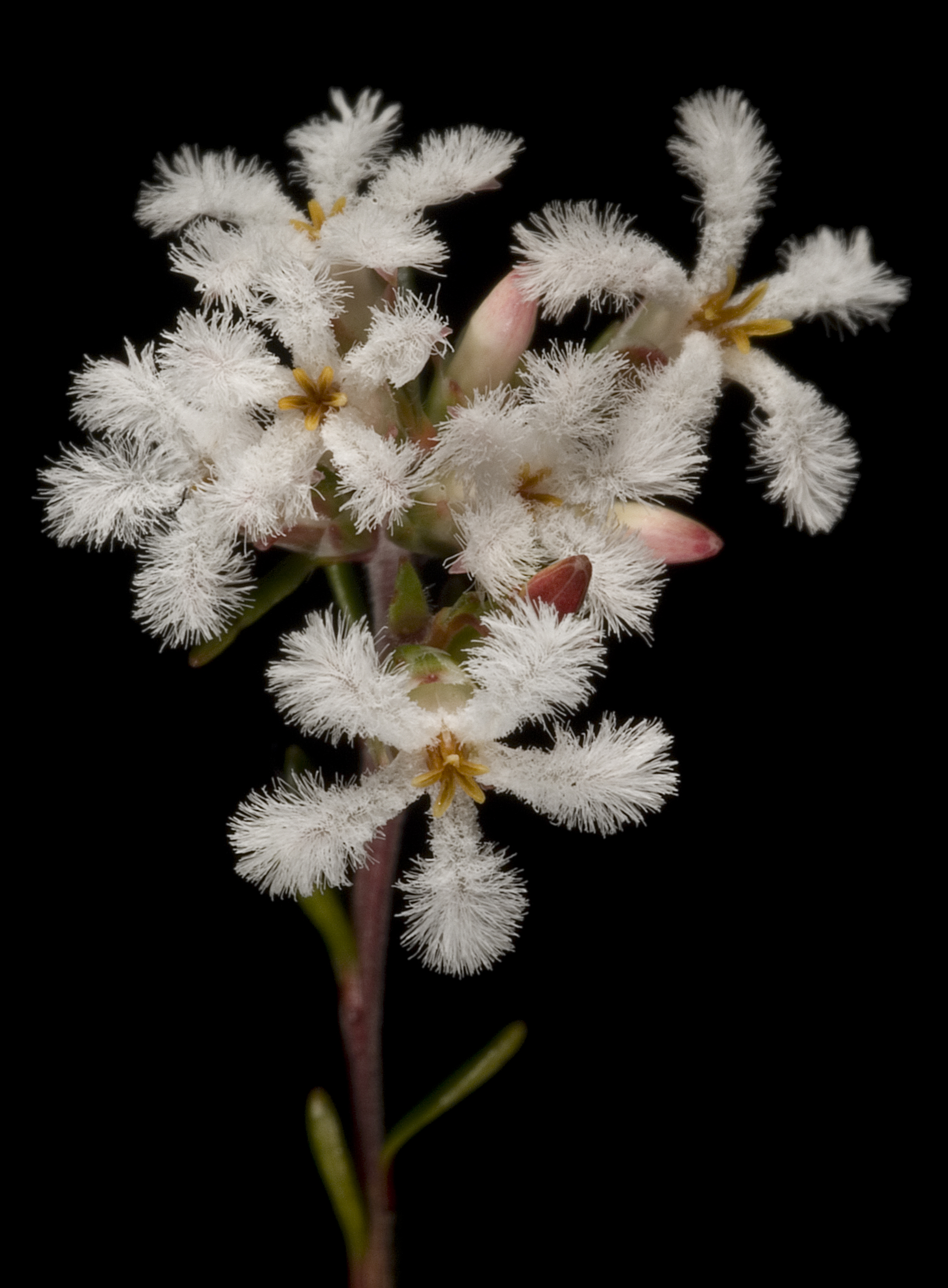
Leucopogon pulchellus

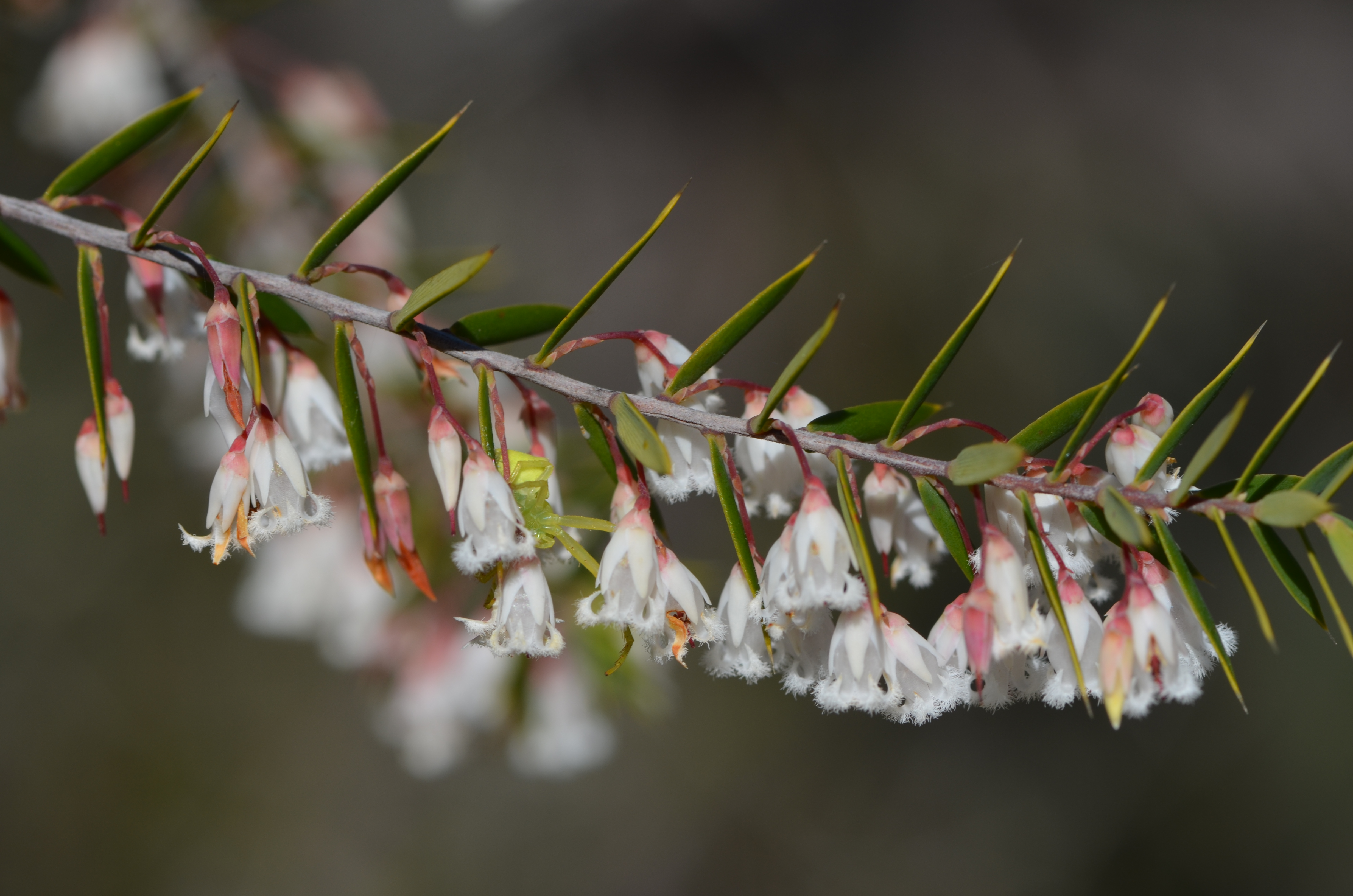
Leucopogon setiger

Leucopogon R.Br. – rodzaj drzew i krzewów  z rodziny wrzosowatych (Ericaceae). Należy tu 110 gatunków. Zasięg rodzaju obejmuje Australię i Nową Zelandię (w niektórych ujęciach systematycznych włączane są tu gatunki z rodzaju Styphelia, których zasięg obejmuje także Malezję i Nową Kaledonię). Owoce niektórych gatunków są jadalne i zwane „australijskimi porzeczkami”.

## Morfologia

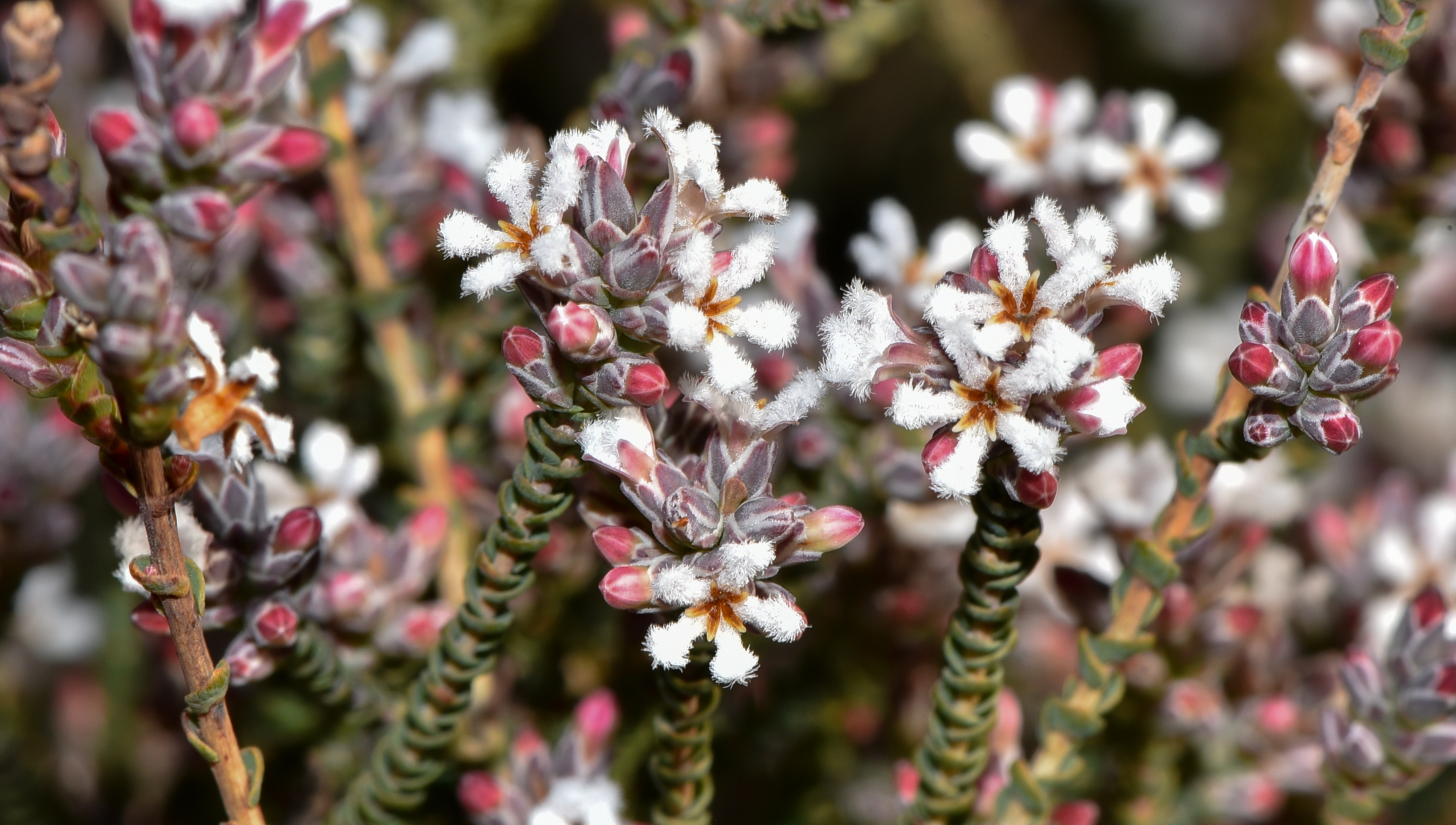
Leucopogon sprengelioides

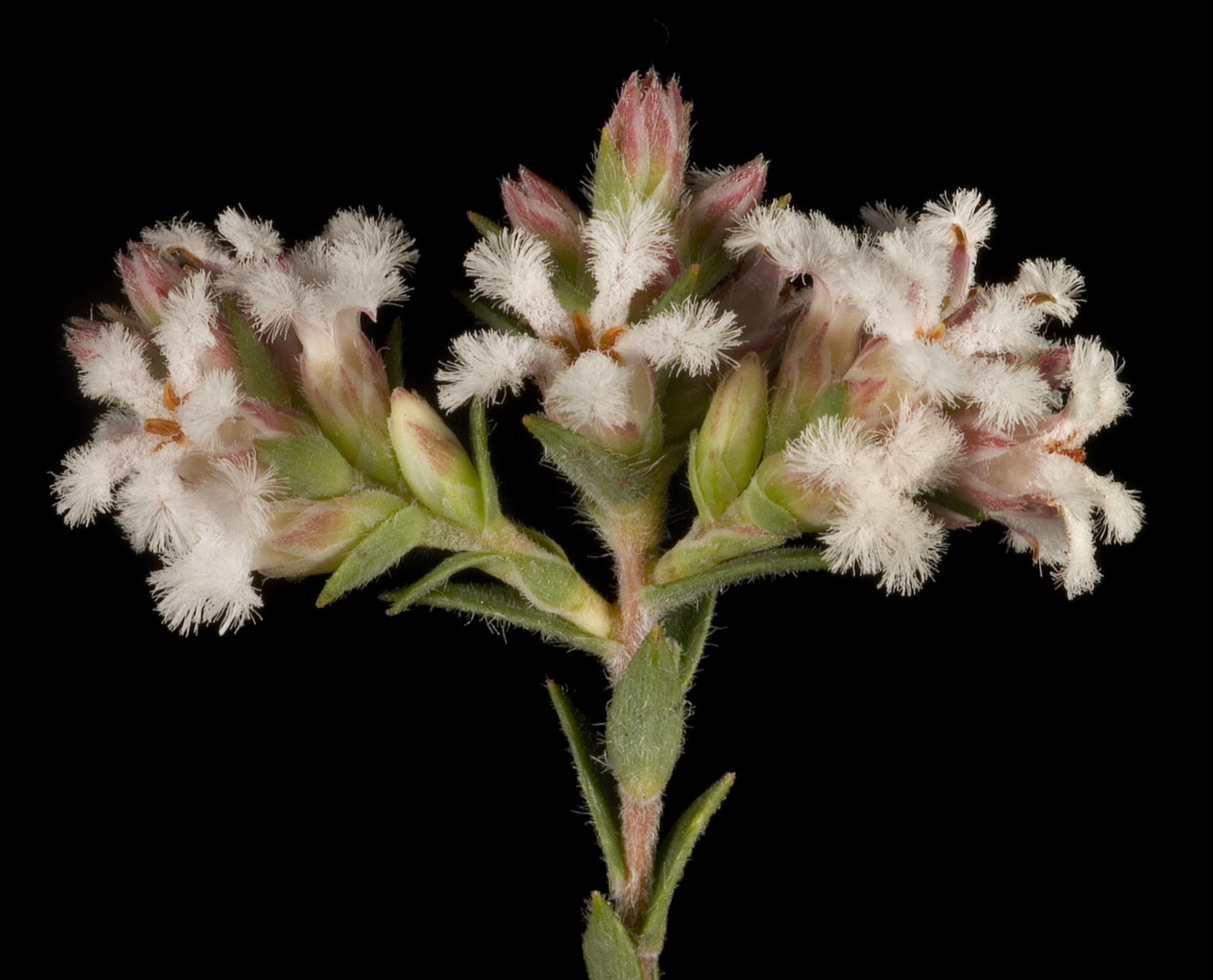
Leucopogon polymorphus

PokrójMałe drzewo lub krzew. Gałęzie wyprostowane, nagie lub omszone.
LiścieLiście nagie lub owłosione. Prążkowane od spodu.
KwiatyKwiaty pojedyncze lub zebrane w kwiatostanach. Szypułki zwykle owłosione. Działki kielicha mają jajowaty bądź zaokrąglony kształt. Są nagie. Płatki są podobne do działek kielicha.
OwocePestkowce.

## Systematyka
Pozycja systematyczna według APweb (aktualizowany system APG IV z 2016)
Należy do podrodziny Styphelioideae, rodziny wrzosowatych (Ericaceae), która wraz z siostrzaną rodziną Cyrillaceae należą do rzędu wrzosowców, grupy astrowych (asterids) w obrębie dwuliściennych właściwych (eudicots).
Pozycja w systemie Reveala (1993–1999)
Gromada okrytonasienne (Magnoliophyta Cronquist), podgromada Magnoliophytina Frohne & U. Jensen ex Reveal, klasa Rosopsida Batsch, podklasa ukęślowe (Dilleniidae Takht. ex Reveal & Tahkt.), nadrząd  Ericanae Takht., rząd wrzosowce (Ericales Dumort.), podrząd Ericineae Burnett, rodzina wrzosowate (Ericaceae Juss.), rodzaj Leucopogon R.Br.
Wykaz gatunków
- Leucopogon acicularis Benth.
- Leucopogon affinis R.Br.
- Leucopogon alternifolius R.Br.
- Leucopogon altissimus Hislop
- Leucopogon amplectens Ostenf.
- Leucopogon amplexicaulis R.Br.
- Leucopogon apiculatus R.Br.
- Leucopogon assimilis R.Br.
- Leucopogon atherolepis Stschegl.
- Leucopogon audax Hislop
- Leucopogon australis R.Br.
- Leucopogon borealis Hislop & A.R.Chapm.
- Leucopogon bossiaea (F.Muell.) Benth.
- Leucopogon bracteolaris Benth.
- Leucopogon canaliculatus Hislop
- Leucopogon capitellatus DC.
- Leucopogon carinatus R.Br.
- Leucopogon cinereus E.Pritz.
- Leucopogon cochlearifolius Strid
- Leucopogon collinus (Labill.) R.Br.
- Leucopogon compactus Stschegl.
- Leucopogon concurvus F.Muell.
- Leucopogon cordatus Sond.
- Leucopogon corymbiformis Hislop
- Leucopogon costatus (F.Muell.) J.M.Black
- Leucopogon cryptanthus Benth.
- Leucopogon cucullatus R.Br.
- Leucopogon darlingensis Hislop
- Leucopogon decrescens Hislop
- Leucopogon denticulatus W.Fitzg.
- Leucopogon distans R.Br.
- Leucopogon diversifolius Hislop
- Leucopogon elatior Sond.
- Leucopogon elegans Sond.
- Leucopogon extremus Hislop & Puente-Lel.
- Leucopogon fasciculatus (G.Forst.) A.Rich.
- Leucopogon fimbriatus Stschegl.
- Leucopogon florulentus Benth.
- Leucopogon foliosus Hislop
- Leucopogon gelidus (F.Muell.) N.A.Wakef.
- Leucopogon gibbosus Stschegl.
- Leucopogon gilbertii Stschegl.
- Leucopogon glabellus R.Br.
- Leucopogon glacialis Lindl.
- Leucopogon gnaphalioides Stschegl.
- Leucopogon gracilis R.Br.
- Leucopogon gracillimus DC.
- Leucopogon grammatus Hislop
- Leucopogon hirsutus Sond.
- Leucopogon incisus Hislop
- Leucopogon inflexus Hislop
- Leucopogon infuscatus Strid
- Leucopogon interruptus R.Br.
- Leucopogon interstans Hislop
- Leucopogon kirupensis Hislop
- Leucopogon lasiophyllus Stschegl.
- Leucopogon lasiostachys Stschegl.
- Leucopogon lloydiorum Strid
- Leucopogon maritimus Hislop
- Leucopogon microcarpus Hislop
- Leucopogon microphyllus (Cav.) R.Br.
- Leucopogon mollis E.Pritz.
- Leucopogon navicularis Hislop
- Leucopogon neurophyllus F.Muell.
- Leucopogon newbeyi Hislop
- Leucopogon nitidus Hislop
- Leucopogon obovatus (Labill.) R.Br.
- Leucopogon obtusatus Sond.
- Leucopogon oldfieldii Benth.
- Leucopogon oliganthus E.Pritz.
- Leucopogon opponens (F.Muell.) Benth.
- Leucopogon oppositifolius Sond.
- Leucopogon oreophilus J.M.Powell
- Leucopogon ozothamnoides F.Muell. ex Benth.
- Leucopogon paradoxus Hislop
- Leucopogon parviflorus (Andrews) Lindl.
- Leucopogon penicillatus Stschegl.
- Leucopogon phyllostachys Benth.
- Leucopogon pilifer N.A.Wakef.
- Leucopogon pimeleoides A.Cunn. ex DC.
- Leucopogon plumuliflorus (F.Muell.) F.Muell. ex Benth.
- Leucopogon polymorphus Sond.
- Leucopogon polystachyus R.Br.
- Leucopogon prolatus Hislop
- Leucopogon psammophilus E.Pritz.
- Leucopogon pulchellus Sond.
- Leucopogon reflexus R.Br.
- Leucopogon remotus Hislop
- Leucopogon rodwayi Summerh.
- Leucopogon rubricaulis R.Br.
- Leucopogon rugulosus Hislop
- Leucopogon simulans Hislop
- Leucopogon spectabilis Hislop & A.R.Chapm.
- Leucopogon sprengelioides Sond.
- Leucopogon squarrosus Benth.
- Leucopogon stenophyllus Hislop
- Leucopogon stokesii Hislop
- Leucopogon strictus Benth.
- Leucopogon subsejunctus Hislop
- Leucopogon tamariscinus R.Br.
- Leucopogon tenuicaulis J.M.Powell ex Hislop
- Leucopogon tenuis DC.
- Leucopogon tetragonus Sond.
- Leucopogon thymifolius Lindl. ex Benth.
- Leucopogon unilateralis Stschegl.
- Leucopogon validus Hislop & A.R.Chapm.
- Leucopogon verticillatus R.Br.
- Leucopogon virgatus R.Br.
- Leucopogon wheelerae Hislop
- Leucopogon xerampelinus de Lange, Heenan & M.I.Dawson

## Ochrona
W 1997 roku w Czerwonej księdze gatunków zagrożonych dwa gatunki tego rodzaju, Leucopogon cryptanthus oraz Leucopogon marginatus, zostały wpisane do kategorii EX (extinct) – gatunków wymarłych.

## Literatura dodatkowa
1. David A. Halford: Leucopogon sp. (Coolmunda Halford Q1635) (Epacridaceae): a conservation assessment. Queensland Herbarium, 1993. (ang.). Brak numerów stron w książce